# Joshua Lederberg
Joshua Lederberg (ur. 23 maja 1925 w Montclair, zm. 2 lutego 2008 w Nowym Jorku) – amerykański genetyk i mikrobiolog pochodzenia żydowskiego, pionier badań w dziedzinie genetyki bakterii, który w 1958 zdobył Nagrodę Nobla w dziedzinie fizjologii i medycyny za odkrycie mechanizmów rekombinacji genetycznej u bakterii. Nagrodą podzielił się z Edwardem Lawriem Tatumem i George'em Wellsem Beadle'em, którym przypadła ona za badania nad Neurospora crassa, które doprowadziły do stworzenia hipotezy „jeden gen = jeden enzym”.
Do innych istotnych osiągnięć Lederberga należało odkrycie koniugacji bakterii z Tatumem w 1946 i transdukcji w 1951, wraz z Nortonem Zinderem.
Znana jest jego różnica poglądów z paleontologiem George'em Gaylordem Simpsonem, którego wypowiedź, że wcześniejsza egzobiologia jak i astrobiologia Lederberga jest ciekawą nauką, bo bezprzedmiotową, wywołała polemikę.
Był synem Esther z domu Goldenbaum i rabina Zvi Hirsha Lederberga. Mąż Esther Lederberg, odkrywczyni faga lambda, ożenił się z nią w 1946, a rozwiódł w 1966. Dwa lata później ożenił się ponownie z Marguerite Stein Kirsch, psychiatrą.